# 宮崎摩耶
宮崎 摩耶（みやざき まや - ）は、日本の漫画家。埼玉県出身。女性。祖父は宮崎清隆。

## 略歴
小学生の頃、兄の部屋で見つけた『週刊少年ジャンプ』に載っていた桂正和の『電影少女』、みやすのんきの『やるっきゃ騎士』（いずれも集英社）といった作品に衝撃を受け、漫画家を志す。16歳の時に集英社の『週刊少年ジャンプ』で開催された第13回天下一漫画賞で、『東京下町極道談義』により萩原一至審査員特別賞を受賞。
2002年以降、双葉社の『Men'sアクション』、晋遊舎の『ポプリクラブ』、エンジェル出版の『ANGELクラブ』、茜新社の『コミック天魔』等、多数の成人向け漫画雑誌で連載を持っている。
2009年、携帯コミック向け作品だった『ゴクジョッ。〜極楽院女子高寮物語〜』が話題になり、同作品は集英社の『スーパージャンプ』に移籍した。また同年、倉科遼原作の映像化企画である『コスプレ探偵』のコミカライズを担当し、実業之日本社の『週刊漫画サンデー』で連載。以降は一般向け漫画雑誌に活動の場が移る。
2011年では『ゴクジョッ。』の他、『ケータイ週プレComic』にて『/Blush-DC 〜秘・蜜〜』、講談社の『月刊ヤングマガジン』にて「ミニマム」、ジーオーティーの『ケータイ★まんが王国』にて『Holy Knight 〜純潔と愛のハザマで〜』を連載。
2012年に『ゴクジョッ。』がTVアニメ化され、『Holy Knight』がOVA化されている。

## 作品リスト

### 単行本
「ゴクジョッ。〜極楽院女子高寮物語〜」については個別記事を参照の事。
一般向け漫画
- 『サイレントハンター』 双葉社 <ACTION COMICS> 2002年9月 ISBN 978-4-5758-2732-3 原作：破夜魔騎士
- 『完熟クリニック』 双葉社 <ACTION COMICS> 2003年9月 ISBN 978-4-5758-2877-1
- 『ピンキーリップ』 双葉社 <ACTION COMICS> 2004年7月 ISBN 978-4-5758-3000-2
- 『びんコレ』 双葉社 <ACTION COMICS> 2005年7月 ISBN 978-4-5758-3110-8
- 『/Blush』 竹書房 <BAMBOO COMICS> 2006年4月 ISBN 978-4-8124-6456-4
- 『天使をお届け』 双葉社 <ACTION COMICS> 2006年6月 ISBN 978-4-5758-3254-9
- 『TRUE LOVE』 辰巳出版 <ネオコミックス> 2008年2月 ISBN 978-4-7778-0507-5
- 『BELIEVE LOVE』 辰巳出版 <ネオコミックス> 2008年11月 ISBN 978-4-7778-0609-6
- 『/Blush-DC 〜秘・蜜〜 1』 集英社 <愛蔵版コミックス> 2010年3月 ISBN 978-4-08-782254-0
  - 『/Blush-DC 〜秘・蜜〜 2』 集英社 <愛蔵版コミックス> 2010年10月 ISBN 978-4-08-782346-2
  - 『/Blush-DC 〜秘・蜜〜 3』 集英社 <ケータイ週プレCOMIC> 2012年12月 ISBN 978-4-08-782482-7
  - 『/Blush-DC 〜秘・蜜〜 4』 集英社 <愛蔵版コミックス> 2015年3月 ISBN 978-4-08-792704-7
- 『コスプレ探偵』 実業之日本社 <マンサンコミックス> 2010年5月 ISBN 978-4-4081-7249-1 原作：倉科遼
- 『ミニマム 1』 講談社 <ヤングマガジンコミックス> 2010年10月 ISBN 978-4-06-361953-9
  - 『ミニマム 2』 講談社 <ヤングマガジンコミックス> 2011年7月 ISBN 978-4-06-382054-6
  - 『ミニマム 3』 講談社 <ヤングマガジンコミックス> 2012年5月 ISBN 978-4-06-382175-8
  - 『ミニマム 4』 講談社 <ヤングマガジンコミックス> 2013年4月 ISBN 978-4-06-382284-7
  - 『ミニマム 5』 講談社 <ヤングマガジンコミックス> 2014年3月 ISBN 978-4-06-382436-0
  - 『ミニマム 6』 講談社 <ヤングマガジンコミックス> 2015年3月 ISBN 978-4-06-382586-2
  - 『ミニマム 7』 講談社 <ヤングマガジンコミックス> 2015年12月 ISBN 978-4063827163
- 『Holy Knight 〜純潔と愛のハザマで〜 1』 ジーオーティー <キャノプリCOMICS> 2011年7月 ISBN 978-4-86084-748-7
- 『ジェノサイダー 1』 徳間書店<ゼノンコミックス> 2014年2月 ISBN 978-4-19-980194-5 原作担当。作画：秋吉宜宏
  - 『ジェノサイダー 2』徳間書店<ゼノンコミックス> 2014年10月 ISBN 978-4-19-980235-5
  - 『ジェノサイダー 3』徳間書店<ゼノンコミック> 2015年5月20日 ISBN 978-4-19-980269-0
  - 『ジェノサイダー 4』徳間書店<ゼノンコミック> 2015年12月19日 ISBN 978-4-19-980320-8
- 『俺たちつき合ってないから 1』竹書房<バンブーコミックス> 2019年2月 ISBN 978-4-8019-6519-5 原作担当。作画：山崎智史
  - 『俺たちつき合ってないから 2』竹書房<バンブーコミックス> 2019年5月 ISBN 978-4-8019-6612-3
  - 『俺たちつき合ってないから 3』竹書房<バンブーコミックス タタン> 2019年10月 ISBN 978-4-8019-6770-0
- 『レイコ 1』集英社<ヤングジャンプコミックス> 2019年2月 ISBN 978-4-08-891135-9
  - 『レイコ 2』集英社<ヤングジャンプコミックス> 2019年10月 ISBN 978-4-08-891391-9
  - 『レイコ 3』集英社<ヤングジャンプコミックス> 2020年5月 ISBN 978-4-08-891561-6
  - 『レイコ 4』集英社<ヤングジャンプコミックス> 2021年3月 ISBN 978-4-08-891877-8
- 『あなたが嫌い ～女の欲望と嫉妬の渦～ 1』コアミックス<タタンコミックス> 2020年11月 電子書籍のみ。原作担当。作画：オギノユーヘイ
  - 『あなたが嫌い ～女の欲望と嫉妬の渦～ 2』コアミックス<タタンコミックス> 2021年3月 電子書籍のみ。
  - 『あなたが嫌い ～女の欲望と嫉妬の渦～ 3』コアミックス<タタンコミックス> 2021年6月 電子書籍のみ。

成人向け漫画
- 『宮崎摩耶大図鑑』 晋遊舎 <晋遊舎コミックス> 2003年5月 ISBN 978-4-8838-0345-3
  - 『宮崎摩耶大図鑑EXデラックススペシャル』マックス <ポプリコミックス> 2010年11月 ISBN 978-4-8637-9033-9
- 『宮崎摩耶大百科』 晋遊舎 <晋遊舎コミックス> 2004年1月 ISBN 978-4-8838-0401-6
  - 『宮崎摩耶大百科 新装版』 マックス <ポプリコミックス> 2010年4月 ISBN 978-4-8637-9021-6
- 『宮崎摩耶大ハッスル』 晋遊舎 <晋遊舎コミックス> 2004年12月 ISBN 978-4-8838-0441-2
  - 『宮崎摩耶大ハッスル 新装版』 マックス <ポプリコミックス> 2010年4月 ISBN 978-4-8637-9022-3
- 『GENOCIDER』 エンジェル出版 <エンジェルコミックス> 2005年6月 ISBN 978-4-8730-6215-0
- 『PTA』 エンジェル出版 <エンジェルコミックス> 2006年4月 ISBN 978-4-8730-6236-5
- 『ベタボレ』 エンジェル出版 <エンジェルコミックス> 2007年3月 ISBN 978-4-8730-6261-7
- 『今からワタシとHしない?』 茜新社 <TENMA COMICS> 2007年5月 ISBN 978-4-8718-2912-0
- 『欲求解消少女人形』 エンジェル出版 <エンジェルコミックス> 2008年2月 ISBN 978-4-8730-6283-9
- 『にゅぷ』 エンジェル出版 <エンジェルコミックス> 2009年1月 ISBN 978-4-8730-6312-6
- 『背徳の薔薇 〜Rose〜』 東京三世社 <DO COMICS> 2009年2月 ISBN 978-4-8126-2705-1
- 『超盛りマン』 ワニマガジン社 <Wani Magazine Comics Special> 2009年5月 ISBN 978-4-8626-9090-6

イラスト集
- 『宮崎摩耶大画集 L'autocensure』 新紀元社 2011年6月 ISBN 978-4-7753-0901-8

### 参加アンソロジー
- 『ドリームクラブ アンソロジーコミック』ジャイブ <CR COMICS DX> 2009年9月 ISBN 978-4-8617-6722-7

### 小説
原作・挿絵
- 『Holy Knight』 集英社 <スーパーダッシュ文庫> 2011年7月 ISBN 978-4-08-630625-6 文：川嶋一洋

挿絵のみ
- 『ただいま淫行レッスン中! 1』 二見書房 <マドンナメイト文庫> 2004年1月 ISBN 978-4-5760-4007-3 原作：堂本烈
- 『ただいま淫行レッスン中! 2 アイドル水着大会編』 二見書房 <マドンナメイト文庫> 2004年5月 ISBN 978-4-5760-4089-9 原作：堂本烈
- 『ただいま淫行レッスン中! 3 女子寮潜入編』 二見書房 <マドンナメイト文庫> 2004年9月 ISBN 978-4-5760-4175-9 原作：堂本烈

### ゲーム原画・イラスト
- 陵辱!すぽぉつ娘。〜少女たちの受難と幸福〜（2005年3月、幻夢騎）原画
- らき☆すた 〜陵桜学園 桜藤祭〜（2008年1月、角川書店）ゲーム内イラスト
- ウィザードリィ オンライン モバイル（2010年、ソネットエンタテインメント）キャラクターデザイン
- ドラゴンタクティクスf（2013年11月、コアエッジ）期間限定カードイラスト

### その他
- トレビアンニュースのキャラクター（2009年6月、トレビアンニュース）キャラクターデザイン[6]
- SKE48の世界征服女子（2011年10月、中京テレビ）オープニングアニメのキャラクター及び番組マスコットキャラクターデザイン、また『ゴクジョッ。』のアニメを放送
- comic RiSky（Vol.33（2021年12月） - 継続中、ぶんか社）表紙イラスト